# Svedknotterskinn
Svedknotterskinn (Hyphodontia breviseta) är en svampart som först beskrevs av Petter Adolf Karsten, och fick sitt nu gällande namn av J. Erikss. 1958. Hyphodontia breviseta ingår i släktet Hyphodontia och familjen Schizoporaceae.   Inga underarter finns listade i Catalogue of Life.
I den svenska databasen Dyntaxa används istället namnet Xylodon brevisetus för samma taxon.  Arten är reproducerande i Sverige.